# 닷지볼
닷지볼(Dodgeball)은 미국 내 휴대 전화용 소셜 네트워킹 서비스이다. 구글 서비스 산하에 들어가 있었으나 2009년 서비스가 중단되었다.
지오소셜 네트워킹 서비스 중 지역 체크-인(check-in, 사용자가 능동적으로 자기 자신의 위치를 드러내보임) 개념을 재빨리 도입한 서비스 중의 하나로 꼽히고 있다.
서비스 시나리오는 다음과 같다. 사용자는 단문 메시지를 브로드캐스트할 다른 사용자들의 목록을 유지한다. 사용자는 자기가 있는 위치를 닷지볼에 단문 메시지로 보낸다. 업체는 그 사용자의 위치를 그 사용자의 친구, 친구의 친구, 미팅 상대 등에 다시 통지한다. 자신이 무엇을 하고 있는지, 어디에 있는지 여러 사람에게 한 번에 쉽게 알릴 수 있다.
크러시(Crush)라는 서비스도 있는데, 사용자는 최대 5명까지 만나고 싶은 상대방 – 크러시(crush)를 미리 지정해둔다. 사용자가 접속하는 그 순간 10 블록 내에 크러시가 위치한다면, 닷지볼은 사용자에게 단문 메시지를 보내 크러시가 가까이 있음을 알린다. 크러시는 사용자의 이름과 위치를 전송받는다. 시스템은 그 크러시가 누구인지, 어디 있는지는 사용자에게 알려주지 않으며, 단지 가까이 있음을 알려준다. 하지만 사용자가 카메라 폰을 들고 있다면, 사진을 바로 보낼 수 있다.
한 때, 시애틀을 비롯해 미국 내 22여 개의 도시에서 서비스되고 있었으나, 서비스가 중단되어 역사 속으로 사라진 바 있다.

## 역사
뉴욕 대학교의 인터랙티브 텔레커뮤니케이션즈 프로그램 (ITP)에 있던 학생들이 이 서비스를 개발하였다.
닷지볼은 2005년 5월 구글에 흡수합병되었다. 2007년 4월, 닷지볼의 창립자는 구글을 나왔다.

## 같이 보기
- 트위터
- 위치 기반 서비스